# Plataforma Acabarem amb l'Assassinat de Dones
La Plataforma Acabarem amb l'Assassinat de Dones (en turc: Kadın Cinayetlerini Durduracağız Platformu; popularment: Kadın Cinayeti) és una organització social creada l'any 2010 per dones que volen erradicar els feminicidis a Turquia. La plataforma obtingué gran ressò mediàtic arran de les protestes contra l'assassinat d'Özgecan Aslan. La seva fundadora i representant general és Gülsüm Kav. Kav va declarar que el 2011 van disminuir els casos de dones assassinades al país, situació que es va repetir el gener del 2020.

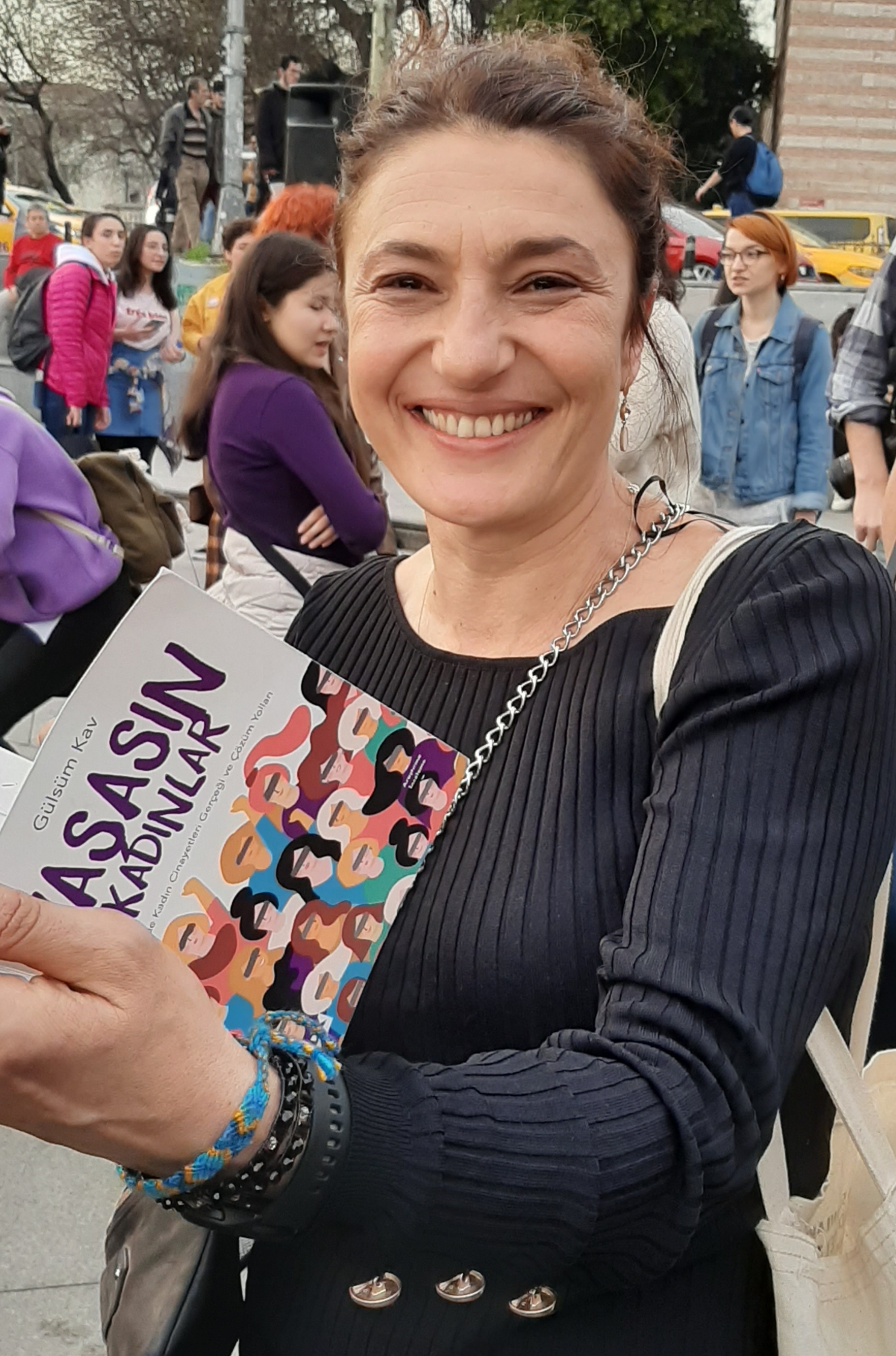
Gülsüm Kav, fundadora de l'entitat.

## Activitat
Amb l'augment dels assassinats en dones el 2010, i el fet que el cas de l'assassinat de Münevver Karabulut estava a l'ordre del dia de la societat, es va establir una trobada de dones de partits polítics, sindicats, associacions i organitzacions democràtiques de masses. El 16 d'agost de 2010 es va dur a terme la primera manifestació. Per a fer sentir la seva veu, el col·lectiu organitza concentracions de protestes al carrer.
El 2011 van organitzar una roda de premsa sobre les dones assassinades entre el 2008 i 2011 i van declarar que el 71 % d'aquestes havien estat assassinades pels seus marits. D'aquestes, el 41% per haver demandat el divorci, 32% per gelosia i el 16% per haver rebutjat a l'home. El 2014 van organitzar una protesta davant de l'Alt Consell per la Ràdio i Televisió turc contra Seda Sayan, presentadora d'un programa matinal de televisió que va realitzar una entrevista amb un home que va assassinar dues esposes sueuas.

## Objectius
1. Aturar els assassinats i salvar vides, treballar amb les dones que hi sol·liciten ajuda i garantir l'aplicació de la Llei de protecció núm. 6284.
2. Vetllar per la protecció eficaç de les dones i evitar les reduccions de càstig per les dones assassinades a causa d'una provocació injusta o de bona conducta.